# Voloiac
Voloiac est une commune roumaine du județ de Mehedinți, dans la région historique de l'Olténie et dans la région de développement du Sud-Ouest.

## Géographie
La commune de Voloiac est située dans l'est du județ, dans les collines de Cosusta, à 6 km à l'ouest de Strehaia et à 50 km à l'est de Drobeta Turnu-Severin, la préfecture du județ.
Elle est composée des huit villages suivants (population en 2002) :
- Cotorava (495) ;
- Lac (183) ;
- Ruptura (92) ;
- Sperlești (113) ;
- Țițirigi (75) ;
- Valea Bună (454) ;
- Voloiac (584), siège de la municipalité ;
- Voloicel (105).

## Histoire
La commune a fait partie du royaume de Roumanie dès sa création en 1878.

## Religions
En 2002, 94,52 % de la population étaient de religion orthodoxe, 2,18 % étaient baptistes, 1,28 % pentecôtistes et 1,09 % chrétiens évangéliques.

## Démographie
En 2002, les Roumains représentaient 99,95 % de la population totale. La commune comptait alors 958 ménages et 1 024 logements.
| 2002  | 2007  |
| ----- | ----- |
| 2 101 | 1 880 |

## Économie
L'économie de la commune repose sur l'agriculture, l'élevage et l'exploitation forestière.

## Lieux et monuments
- Ruptura, église St Jean Baptiste (Sf. Ioan Botezatorul) de 1881.

- Valea Bună, église en bois des Sts Voïvodes (Sfanții Voievozi) de 1818.

- Voloiac, église de l'Ascension (Înălțarea Domnului) de 1808.